# Étang de la Geneste
L'étang de la Geneste est un étang situé sur la commune de Buc, dans les Yvelines.
Il a été creusé en 1948 pour protéger Buc des inondations en canalisant les eaux de la Bièvre, puis agrandi.

## Curiosités
- À proximité se dresse un chêne dit « chêne de Louis XIV ».
- L'étang a servi de cadre à une péripétie de l'album de bande dessinée d'Edgar P. Jacobs intitulé S.O.S. Météores (série Blake et Mortimer, 1959).